# Digitalis lutea
La digitale gialla piccola (Digitalis lutea L., 1753) è una pianta erbacea e perenne dai fiori gialli, appartenente alla famiglia delle Plantaginaceae.

## Etimologia
Il primo studioso ad introdurre il nome del genere (Digitalis) fu il botanico e fisico germanico Leonhart Fuchs (17 gennaio 1501 – 10 maggio 1566); il termine significa “ditale” e indubbiamente il fiore ricorda questo utile oggetto. In seguito fu il botanico francese Joseph Pitton de Tournefort (Aix-en-Provence, 5 giugno 1656 – Parigi, 28 dicembre 1708) ad elevare questo termine a valore di genere ed infine fu Carl von Linné a completare questo genere con una dozzina di specie. Il termine specifico (lutea) significa giallo e deriva dal latino "lutum".
Il nome scientifico della specie è stato definito da Linneo (1707 – 1778), conosciuto anche come Carl von Linné, biologo e scrittore svedese considerato il padre della moderna classificazione scientifica degli organismi viventi, nella pubblicazione "Species Plantarum - 1: 622" del 1753.

## Descrizione

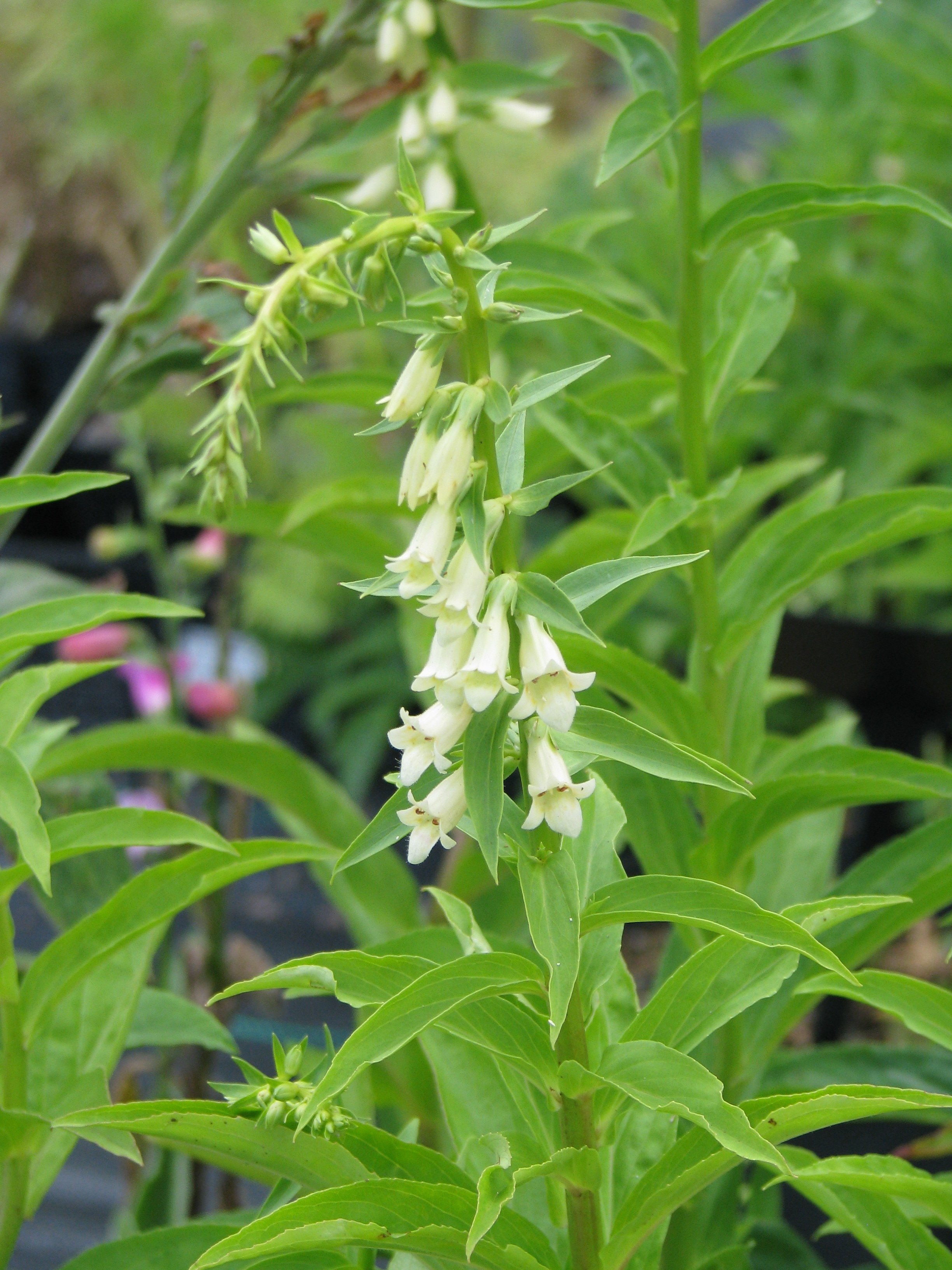
Il portamento

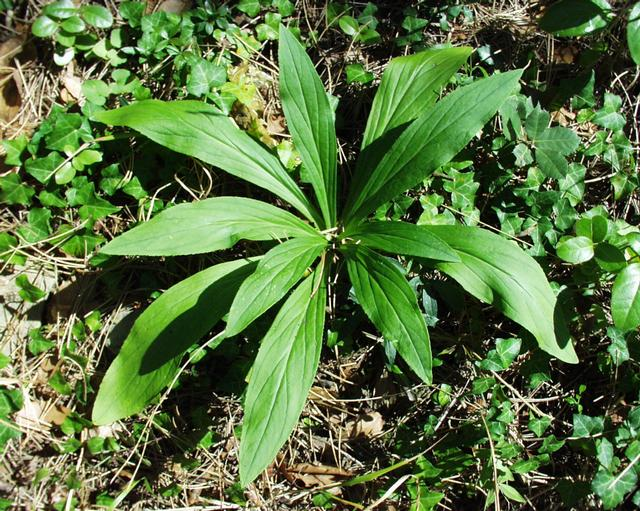
Le foglie

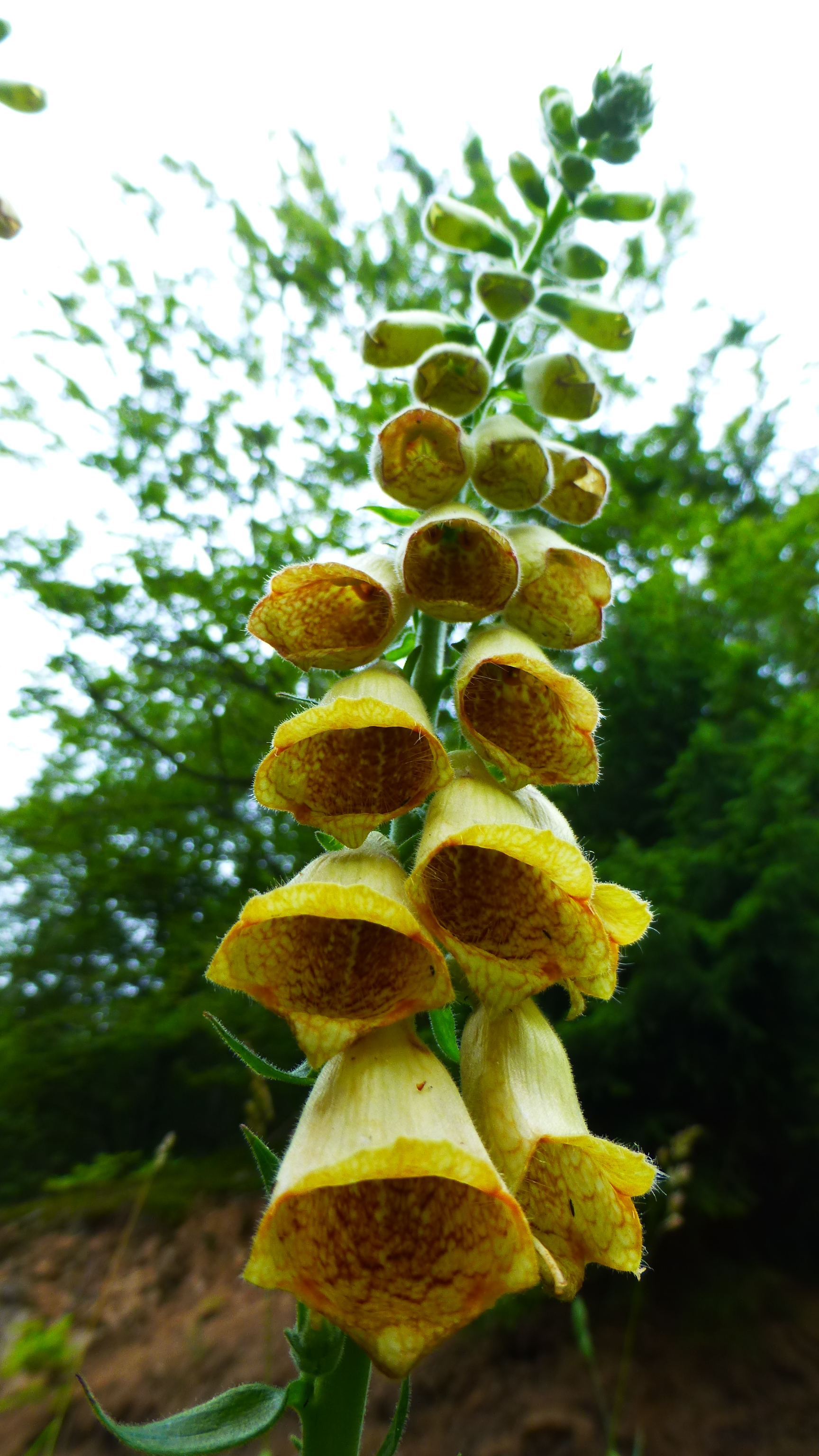
Infiorescenza

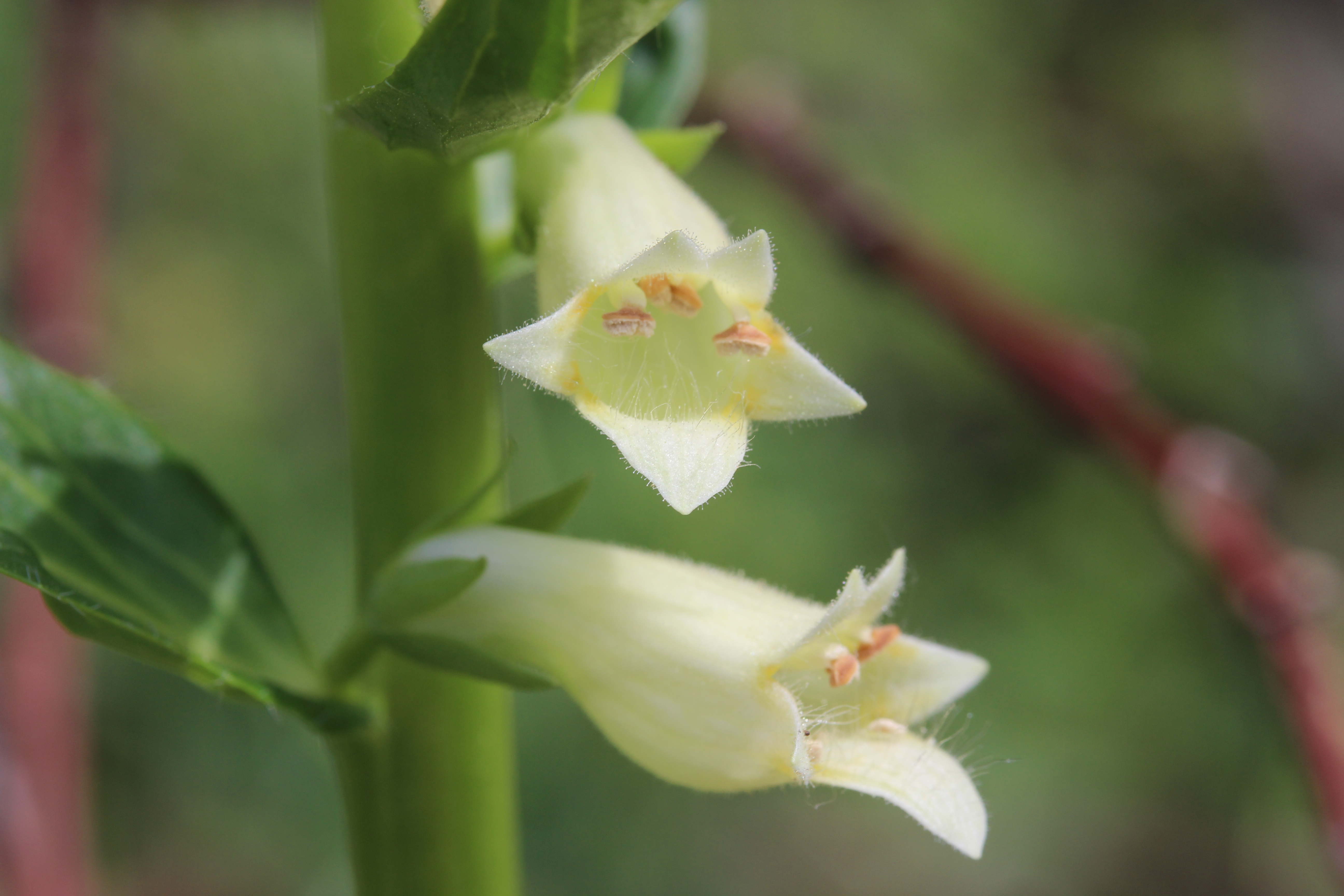
I fiori

Queste piante arrivano ad una altezza massima di 5 - 10 dm. La forma biologica è emicriptofita scaposa (H scap), ossia in generale sono piante erbacee, a ciclo biologico perenne, con gemme svernanti al livello del suolo e protette dalla lettiera o dalla neve e sono dotate di un asse fiorale eretto e spesso privo di foglie.

### Radici
Le radici sono ramose, eventualmente con una parte ingrossata al centro (un rizoma orizzontale legnoso colorato di bruno scuro).

### Fusto
Il fusto è eretto, verde, foglioso sotto l'infiorescenza e affusolato. È inoltre semplice (non ramificato) e ingrossato alla base.

### Foglie
Le foglie si dividono in:
- foglie basali: sono semplici, picciolate, addensate in rosette, con una forme lineari-spatolate, acute all'apice e grossolanamente dentate sui bordi; dimensione delle foglie basali: larghezza 2 – 3 cm; lunghezza 9 – 14 cm;
- foglie cauline: stessa forma delle basali ma progressivamente minori e sessili. La disposizione lungo il caule è alterno.

### Infiorescenza
L'infiorescenza è formata da un folto racemo terminale bratteale (alla base di ogni pedicello è presente una brattea). La maggior parte dei fiori sono disposti in un senso (per torsione del pedicello), pochi altri in quello contrario. I singoli fiori sono inoltre penduli, questo per proteggere il polline e il nettare dalla pioggia, e distanziati (almeno quelli inferiori). 

### Fiore
I fiori sono ermafroditi, leggermente attinomorfi quasi zigomorfi, tetraciclici (composti da 4 verticilli: calice – corolla – androceo – gineceo), pentameri (calice e corolla divisi in cinque parti).
- Formula fiorale. Per la famiglia di queste piante viene indicata la seguente formula fiorale:

X o * K (4-5), [C (4) o (2+3), A 2+2 o 2], G (2), capsula.
- Calice: il calice (gamosepalo) è diviso profondamente in cinque lacinie ovali-lanceolate; le divisioni arrivano fin quasi alla base del calice stesso. Dei cinque lobi quello posteriore è più stretto degli altri. Sul calice sono presenti dei peli ghiandolari. Dimensione delle lacinie: larghezza 2,8 mm; lunghezza 9 mm.

- Corolla: la corolla, più sottile della specie simile (Digitalis grandiflora), è simpetala a forma sub-campanulata con fauci oblique ed ha il colore giallo chiaro con lievi nervature brune nella parte interna; nella zona dell'ovario è lievemente contratta e prende una forma più tubolare (è la parte che contiene il nettare). La corolla termina in cinque lobi non molto incisi e più o meno della stessa lunghezza; quello superiore è ricurvo, dentellato e più corto; mentre quello inferiore è più lungo degli altri (per questo può essere considerata debolmente bilabiata). La corolla nel suo interno è ricoperta di macchie (simili a quelle del leopardo) che nella fase finale dell'antesi s'inscuriscono; sempre nella parte interna della corolla sono presenti delle setole pelose. Dimensioni della corolla: larghezza 5 – 7 mm; lunghezza 16 – 19 mm.

- Androceo: gli stami sono quattro (cinque in alcuni casi) didinami (due lunghi e due corti). Sono inclusi nella campana corollina e sono posizionati contro il lato posteriore o superiore della corolla. Le antere maturano prima dello stigma (Proterandrìa).

- Gineceo: l'ovario, con forme ovoidi e coniche, è supero formato da due carpelli.  Lo stilo, posizionato sopra l'ovario è unico con stimma bilobo. Sotto l'ovario inoltre è posto l'anello nettare.

- Fioritura: da giugno a luglio.

### Frutti
Il frutto è del tipo a capsula prolungata in un becco acuto e dall'aspetto peloso-ghiandoloso. All'interno sono disposte due logge a deiscenza “septicida” (ossia è un frutto che si apre per fenditure longitudinali) : vengono così dispersi al vento un gran numero di piccolissimi semi. La forma dei semi è angolosa con testa reticolata. Nella fruttificazione inoltre il calice è persistente.

## Riproduzione
- Impollinazione: l'impollinazione avviene tramite insetti (impollinazione entomogama). Le antere maturano prima degli stigmi (potenzialmente è possibile quindi una autoimpollinazione), ma indubbiamente è anche chiaro che tutta la struttura del fiore è predisposta per favorire l'impollinazione entomofila soprattutto da parte dei calabroni.
- Riproduzione: la fecondazione avviene fondamentalmente tramite l'impollinazione dei fiori (vedi sopra).
- Dispersione: i semi cadendo a terra (dopo essere stati trasportati per alcuni metri dal vento – disseminazione anemocora) sono successivamente dispersi soprattutto da insetti tipo formiche (disseminazione mirmecoria).

## Distribuzione e habitat

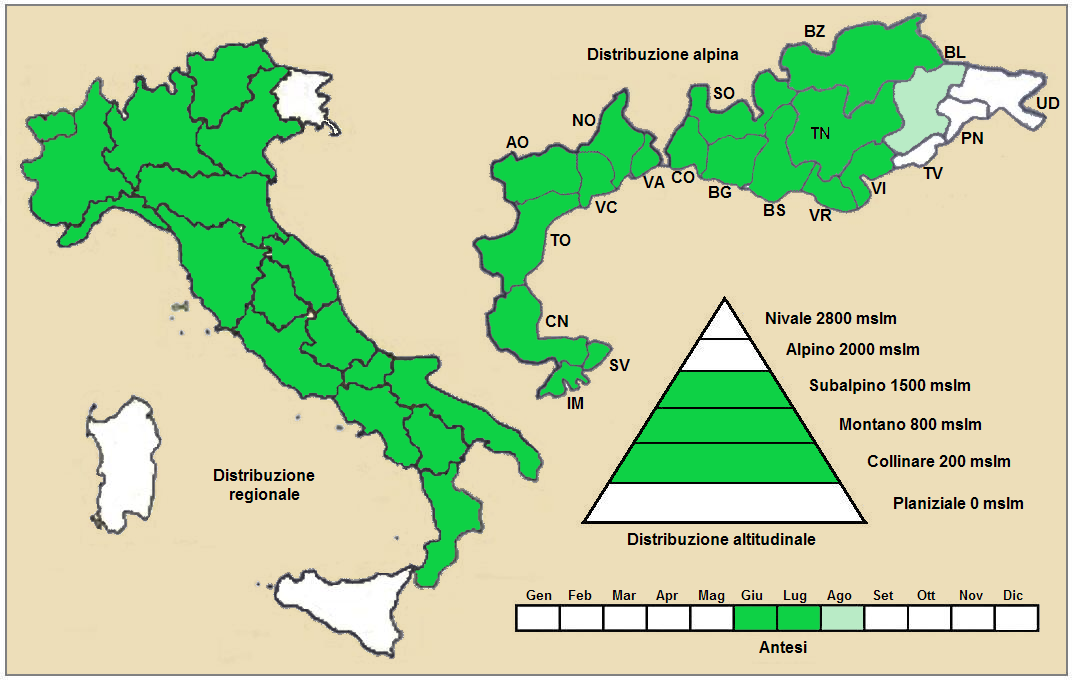
Distribuzione della pianta
(Distribuzione regionale – Distribuzione alpina)

- Geoelemento: il tipo corologico (area di origine) è Ovest-Europeo (Subatlantico) o anche Orofita Sud-Europeo.
- Distribuzione: in Italia è comune al Nord. Nelle Alpi (sia italiane che oltre confine) è presente nella parte occidentale. Sugli altri rilievi europei collegati alle Alpi si trova nella Foresta Nera, Vosgi, Massiccio del Giura, Massiccio Centrale e Pirenei.[12]
- Habitat: l'habitat tipico sono le radure boschive, i tagli rasi forestali, le strade forestali, le zone incendiate, i ghiaioni, le pietraie, i ruderi e i cedui. Il substrato preferito è calcareo ma anche siliceo/calcareo con pH basico, medi valori nutrizionali del terreno che deve essere mediamente umido.[12]
- Distribuzione altitudinale: sui rilievi queste piante si possono trovare fino da 800 fino a 1.500 m s.l.m. (raramente raggiungono il piano); frequentano quindi i seguenti piani vegetazionali: collinare, montano e subalpino.

### Fitosociologia

#### Areale alpino
Dal punto di vista fitosociologico alpino Digitalis lutea appartiene alla seguente comunità vegetale:
- Formazione: delle comunità delle macro- e megaforbie terrestri;

- Classe: Epilobietea angustifolii

- Ordine: Atropetalia bella-donae

- Alleanza: Atropion

#### Areale italiano
Per l'areale completo italiano Digitalis lutea appartiene alla seguente comunità vegetale:
- Macrotipologia: vegetazione forestale e preforestale

- Classe: Querco roboris-Fagetea sylvaticae Br.-Bl. & Vlieger in Vlieger, 1937

- Ordine: Quercetalia pubescenti-Petraeae Klika, 1933

- Alleanza: Carpinion orientalis Horvat, 1958

- Suballeanza: Laburno anagyroidis-Ostryenion carpinifoliae (Ubaldi, 1995) Blasi, Di Pietro & Filesi, 2004

Descrizione: la suballeanza Laburno anagyroidis-Ostryenion carpinifoliae è relativa a boschi sia mesofili che semimesofili misti di carpino nero, orniello, rovella e cerro su suoli poco profondi derivati dalle marne calcareo-arenacee della formazione dello Schlier e simili. La suballeanza si sviluppa nelle aree collinari e submontane dell’Appennino settentrionale e nelle aree a termotipo mesotemperato lungo tutta la catena appenninica (dall’Emilia Romagna alla Calabria).
Specie presenti nell'associazione: Ostrya carpinifolia, Fraxinus ornus, Quercus cerris, Quercus pubescens, Acer opalus subsp. obtusatum, Acer campestre, Sorbus torminalis, Rosa canina, Sorbus aria, Laburnum anagyroides, Lilium bulbiferum subsp. croceum, Cornus sanguinea, Cornus mas, Crataegus monogyna, Lonicera xylosteum, Epipactis helleborine, Brachypodium rupestre, Sesleria autumnalis, Melittis melissophyllum, Campanula trachelium, Fragaria vesca, Helleborus bocconei subsp. bocconei, Sanicula europaea, Melampyrum italicum, Polypodium (gr. vulgare), Carex digitata, Bromus ramosus, Calamintha sylvatica, Bunium bulbocastanum, Euonymus latifolius, Epipactis helleborine, Hepatica nobilis, Lilium martagon, Tilia plathyphyllos, Sesleria italica, Lonicera xylosteum, Doronicum columnae.

## Tassonomia
La famiglia delle Plantaginaceae è relativamente numerosa con oltre un centinaio di generi; il genere Digitalis comprende una ventina di specie di cui mezza dozzina sono presenti nella flora spontanea italiana.
Il numero cromosomico di D. lutea è: 2n = 56.

### Sottospecie
Per questa specie sono riconosciute le seguenti sottospecie:

#### Subsp.australis
- Nome scientifico: Digitalis lutea subsp. australis (Ten.) Arcang., 1882.
- Nome volgare: digitale appenninica.
- Descrizione:

- altezza della pianta: 5 - 9 dm;
- la forma della lama varia da lineare-spatolata (le foglie basali) a lineare-lanceolata e progressivamente ridotta (quelle cauline); i contorni sono appena dentellati; dimensione delle foglie basali: larghezza 1 - 2 cm; lunghezza 12 - 20 cm (dei quali 4 - 5 cm del picciolo);  dimensione delle foglie cauline: quelle inferiori 1 - 8 cm, quelle superiori 0,3 - 2 cm;
- l'infiorescenza è unilaterale e compatta con i fiori contigui; lunghezza del pedicello: 2 mm;
- dimensione delle lacinie del calice: 1,5 x 5 mm;
- dimensione della corolla: 2 - 3 x 9 - 11 mm.
- Geoelemento: il tipo corologico (area di origine) è Endemico).
- Distribuzione: in Italia è una specie comune al Centro e al Sud (isole escluse).
- Habitat: l'habitat tipico sono le radure boschive e i cedui.
- Distribuzione altitudinale: sui rilievi queste piante si possono trovare fino da 300 fino a 1.800 m s.l.m..

#### Altre sottospecie
- Digitalis lutea subsp. atlantica - Distribuzione: Marocco.
- Digitalis lutea subsp. cedretorum Emb. - Distribuzione: Marocco.
- Digitalis lutea subsp. transiens (Maire) Emb. & Maire, 1941 - Distribuzione: Marocco.

### Sinonimi
Questa entità ha avuto nel tempo diverse nomenclature. L'elenco seguente indica alcuni tra i sinonimi più frequenti:
- Digitalis acuta Moench
- Digitalis aurea Desf.
- Digitalis fontanesii Steud.
- Digitalis guellii Sennen
- Digitalis intermedia Pers.
- Digitalis lutea var. media Wender.
- Digitalis lutea var. minor Wender.
- Digitalis lutea var. pubescens Bréb.
- Digitalis media Roth
- Digitalis nutans Gaterau
- Digitalis obtusa Moench
- Digitalis ornata Porta ex Huter
- Digitalis parviflora Lam.

Sinonimi per la subsp. australis
- Digitalis australis  Ten.
- Digitalis lutea var. micrantha  (Roth ex Schweigg.) Lindl.
- Digitalis micrantha  Roth ex Schweigg.

## Altre notizie
La digitale gialla minore in altre lingue è chiamata nei seguenti modi:
- (DE)  Gelbert Fingerhut
- (FR)  Digitale jaune
- (EN)  Straw Foxglove

## Usi
Le foglie contengono glucosidi come la digitonina, la digitossina, la digitofillina e la digitalina, usate anche come principi attivi in farmacologia per la loro azione sul battito cardiaco e sulla pressione sanguigna.